# حامول الفصة
حامول عذقي الإزهرار أو حَامُول الفَصَّة (الاسم العلمي: Cuscuta corymbosa) هو نوع من النباتات يتبع جنس الحامول من الفصيلة المحمودية.